# Torneio Internacional de Manaus 2016
Il Torneio Internacional de Manaus 2016 (indicato anche come 2016 International Tournament of Manaus in lingua inglese) fu l'ottava edizione del Torneio Internacional de Futebol Feminino, torneo a inviti rivolto a rappresentative Nazionali di calcio femminile che si svolge in Brasile con cadenza, tranne nelle ultime edizioni, annuale. Il torneo, che venne disputato a Manaus tra il 7 e il 18 dicembre 2016, fu vinto dal Brasile per la settima volta, superando in finale l'Italia con il risultato di 5 reti a 3.
L'edizione ripropone la formula a quattro squadre utilizzata fin dalla sua istituzione, con tre nazionali all'esordio, Costa Rica, Italia e Russia, mentre è il Brasile, anche in qualità di nazione organizzatrice, quella che vanta più presenze, otto, che è anche quella che detiene il maggior numero di titoli conquistati, sette.

## Formula del torneo
Nella prima fase, le quattro squadre si affrontano all'interno del gruppo in una partita secca; quelle con il maggior numero di punti guadagnati nel rispettivo gruppo si qualificano per la fase successiva. Nella fase finale, la prima e la seconda squadra meglio piazzate si affrontano nella finale, e se l'incontro termina in parità, viene dichiarata vincitrice la squadra con il miglior punteggio nella prima fase. Analogamente la terza e la quarta squadra piazzate nel gruppo giocano la finale per il terzo posto e anche qui, in caso di pareggio, Se la partita termina in pareggio, viene dichiarata vincitrice la squadra con il miglior punteggio nella prima fase.

## Stadi
| Stadio            | Città  | Capacità |
| ----------------- | ------ | -------- |
| Arena da Amazônia | Manaus | 42 374   |

## Nazionali partecipanti
| Squadra    | FIFA/Coca-Cola Women's World Ranking (26 agosto 2016). |
| ---------- | ------------------------------------------------------ |
| Brasile    | 10                                                     |
| Italia     | 17                                                     |
| Russia     | 22                                                     |
| Costa Rica | 29                                                     |

## Fase a gironi
| Pos. | Squadra    | Pt | G | V | N | P | GF | GS | DR  |
| ---- | ---------- | -- | - | - | - | - | -- | -- | --- |
| 1.   | Brasile    | 9  | 3 | 3 | 0 | 0 | 13 | 1  | +12 |
| 2.   | Italia     | 6  | 3 | 2 | 0 | 1 | 7  | 3  | +4  |
| 3.   | Russia     | 3  | 3 | 1 | 0 | 2 | 3  | 8  | -5  |
| 4.   | Costa Rica | 0  | 3 | 0 | 0 | 3 | 1  | 12 | -11 |

| Manaus 7 dicembre 2016, ore 19:30 UTC-3                                   | Italia    | 3 – 0 referto | Russia | Arena da Amazônia |
| \| \| \| \| \| Gama 15’ Bergamaschi 50’ Gabbiadini 63’ \| Marcatori \| \| |           |               |        |                   |
|                                                                           |           |               |        |                   |
| Gama 15’ Bergamaschi 50’ Gabbiadini 63’                                   | Marcatori |               |        |                   |

| Manaus 7 dicembre 2016, ore 22:45 UTC-3                                                          | Brasile   | 6 – 0 referto | Costa Rica | Arena da Amazônia |
| \| \| \| \| \| Andressinha 25’ Tamires 28’ Gabi Zanotti 45’, 47’ Bia 53’, 73’ \| Marcatori \| \| |           |               |            |                   |
|                                                                                                  |           |               |            |                   |
| Andressinha 25’ Tamires 28’ Gabi Zanotti 45’, 47’ Bia 53’, 73’                                   | Marcatori |               |            |                   |

| Manaus 11 dicembre 2016, ore 16:30 UTC-3                               | Italia    | 3 – 0 referto | Costa Rica | Arena da Amazônia |
| \| \| \| \| \| Gabbiadini 7’ Piemonte 19’ Mauro 35’ \| Marcatori \| \| |           |               |            |                   |
|                                                                        |           |               |            |                   |
| Gabbiadini 7’ Piemonte 19’ Mauro 35’                                   | Marcatori |               |            |                   |

| Manaus 11 dicembre 2016, ore 18:40 UTC-3                        | Brasile   | 4 – 0 referto | Russia | Arena da Amazônia |
| \| \| \| \| \| Bia 12’, 49’ Debinha 14’, 60’ \| Marcatori \| \| |           |               |        |                   |
|                                                                 |           |               |        |                   |
| Bia 12’, 49’ Debinha 14’, 60’                                   | Marcatori |               |        |                   |

| Manaus 14 dicembre 2016, ore 19:30 UTC-3                                               | Costa Rica | 1 – 3 referto                            | Russia | Arena da Amazônia |
| \| \| \| \| \| Herrera 66’ \| Marcatori \| 45’ Pantjuchina 60’ Morozova 85’ Karpova \| |            |                                          |        |                   |
|                                                                                        |            |                                          |        |                   |
| Herrera 66’                                                                            | Marcatori  | 45’ Pantjuchina 60’ Morozova 85’ Karpova |        |                   |

| Manaus 14 dicembre 2016, ore 22:45 UTC-3                                                             | Brasile   | 3 – 1 referto     | Italia | Arena da Amazônia |
| \| \| \| \| \| Andressinha 30’ Bartoli 76’ (aut.) Debinha 90+1’ \| Marcatori \| 45’ (rig.) Parisi \| |           |                   |        |                   |
| |           |                   |        |                   |
| Andressinha 30’ Bartoli 76’ (aut.) Debinha 90+1’                                                     | Marcatori | 45’ (rig.) Parisi |        |                   |

### Finale terzo posto
| Manaus 18 dicembre 2016, ore 16:30 UTC-3      | Russia    | 1 – 0 referto | Costa Rica | Arena da Amazônia |
| \| \| \| \| \| Karpova 27’ \| Marcatori \| \| |           |               |            |                   |
|                                               |           |               |            |                   |
| Karpova 27’                                   | Marcatori |               |            |                   |

### Finale
| Manaus 18 dicembre 2016, ore 18:45 UTC-3                                                                              | Brasile   | 5 – 3 referto                         | Italia | Arena da Amazônia |
| \| \| \| \| \| Bia 8’ Gabi 20’ Andressa 36’, 47’ Debinha 60’ \| Marcatori \| 14’ Mauro 32’ Gabbiadini 56’ Bonansea \| |           |                                       |        |                   |
| |           |                                       |        |                   |
| Bia 8’ Gabi 20’ Andressa 36’, 47’ Debinha 60’                                                                         | Marcatori | 14’ Mauro 32’ Gabbiadini 56’ Bonansea |        |                   |

## Classifica finale
| Posizione | Squadra    |
| --------- | ---------- |
| 1         | Brasile    |
| 2         | Italia     |
| 3         | Russia     |
| 4         | Costa Rica |

## Statistiche

### Classifica marcatrici
5 reti
- Bia

4 reti
- Andressinha
- Debinha

3 reti
- Gabi Zanotti
- Melania Gabbiadini

2 reti
- Ilaria Mauro
- Nadežda Karpova

1 rete
- Tamires
- Melissa Herrera
- Barbara Bonansea

- Alice Parisi
- Martina Piemonte
- Sara Gama

- Valentina Bergamaschi
- Elena Morozova
- Ekaterina Pantjuchina

1 autorete
- Elisa Bartoli (pro Brasile)